# Roger Agache
Pour les articles homonymes, voir Agache.
Roger Agache est un archéologue français né à Amiens (Somme) le 16 août 1926 et décédé le 17 septembre 2011 à Salouël. Il est l'un des pionniers de l'archéologie aérienne en France.

## Biographie

### Jeunesse et formation
Roger Agache enfant fut envoyé à la campagne à Prouzel, au sud d'Amiens. Il y découvrit la nature qui devait le marquer pour la vie. De retour à Amiens, il n'eut de cesse que d'étudier par lui-même l’histoire rurale de la Picardie. De là naquit sa passion, la quête de « l’ancien ». Il rechercha les pierres taillées et explora des souterrains, etc. 
Il entama des études de lettres à l'université de Lille mais la maladie le contraignit à les arrêter. Il devint instituteur dans la Somme, à Béthencourt-sur-Mer.
Passionné de préhistoire, il explora les carrières des terrasses alluviales de la Somme et reprit des études à l’École pratique des hautes études à Paris.

### Archéologue
Docteur en histoire de l'art et d’archéologie, il fut correspondant de l’Institut de France (Académie des inscriptions et belles-lettres). Il mena au départ des recherches sur le Paléolithique et le Néolithique dès 1945, puis il s'orienta à partir de 1959 vers l'archéologie aérienne de la France du nord, dont il est considéré comme l'un des principaux pionniers. À ce moment il suivit les cours de photo-interprétation de Raymond Chevallier qui l'encouragea à poursuivre dans cette voie.  
C'est en 1962 que la découverte d’une entrée de camp romain sur le mont Câtelet à Vendeuil-Caply dans l’Oise qui permit à Roger Agache de convaincre les plus sceptiques de ses pairs de la validité de son travail. Il publia, la même année, un album de quatre-vingt-treize photos, Vues aériennes de la Somme et recherches de son passé, premier du genre en France. 
Roger Agache s'appuya sur les informations que lui fournissaient les agriculteurs, notamment sur le fait que les traces archéologiques se révèlent davantage lors des conditions climatiques hivernales. Grâce à cela, il découvrit des milliers de sites archéologiques qui furent répertoriés en 1975 dans l’Atlas d’archéologie aérienne de Picardie.

### Consécration
Il a été membre du comité scientifique de la revue Archéologia. Il a été directeur des Antiquités préhistoriques du Nord-Pas-de-Calais et de la Picardie de 1963 à 1985, chargé de cours à l’université de Caen, puis chercheur au CNRS.
Il est l'auteur de plus de 200 publications (cf. infra). Ses travaux ont été couronnés par le CNRS, l'Académie d'architecture et l'Académie des inscriptions et belles-lettres. Il a reçu le grand prix national d'Archéologie (1983) et le grand prix de Géographie (1978) pour ses travaux sur les cartes archéologiques. Un hommage particulier lui a été rendu en 1992 lors du colloque international d'archéologie aérienne d'Amiens dont les actes lui ont été consacrés. Ceux-ci ont été publiés dans un numéro spécial de la Revue archéologique de Picardie.
Il meurt à Salouël le 17 septembre 2011,,,,,,,,,,,.

## Apport à l'archéologie
Roger Agache a publié depuis 1960 des milliers de photographies de traces « d’empreintes du passé ». Ces hiéroglyphes de la terre, au premier abord énigmatiques, n’ont cependant rien de mystérieux. L'archéologie aérienne n’est pas une discipline ésotérique. Elle est accessible et compréhensible par tous. Les photographies publiées par Roger Agache sont souvent complétées par de remarquables aquarelles de reconstitutions, réalisées par Jean-Claude Blanchet, en tenant compte des résultats de fouilles effectuées sur des sites découverts d’avion : Roger Agache a toujours affirmé que les vues aériennes doivent être contrôlées au sol, que des sondages et des fouilles sont indispensables,.
Ses prospections ont été consacrées à l’archéologie de la France du nord (Picardie, Normandie, Nord Pas-de-Calais et ses abords), mais, dans ses publications, il a constamment cherché à donner une portée plus générale en prenant des exemples dans des paysages agraires variés : pays de bocage, plaines ouvertes de grande culture, sols pauvres crayeux, sols fertiles de limons, sols alluviaux de graviers,… C’est donc un échantillonnage représentatif de ce que l’on peut observer d'avion un peu partout en France.
La Picardie a été la première région à être systématiquement prospectée, hiver comme été, depuis près de cinquante ans. De nombreux survols ont été effectués aussi bien en période de fortes pluies qu’en période de sécheresse. Roger Agache a privilégié les survols hivernaux : c'est grâce à l’humidité rémanente des terres nues que les résultats les plus étonnants ont été obtenus par mauvais temps, quand la brume commence à se lever et, mieux encore, entre les giboulées de mars. Pour autant, il n'a pas négligé les anomalies de la croissance des cultures au printemps ou en été, car elles ont l’avantage d’être alors moins évanescentes, mais le repérage immédiat au sol est alors difficile. 
Givre, rosée, ressuyage brutal des terres font apparaître comme par miracle et avec une netteté stupéfiante ces vestiges du passé, mais d’une manière si brève et sous des angles si précis que l’on se demande parfois si on n’a pas rêvé, d’autant plus qu’il faut souvent attendre des années pour que ces tracés réapparaissent. Le rôle du prospecteur aérien est donc de fixer par la photographie le fugace, l’évanescent, afin de contrôler ensuite sur le terrain ces images fantomatiques.
Dans ses publications, ses vues aériennes sont complétées par de nombreuses photos prises au sol, car, paradoxalement, l’archéologie aérienne apprend à regarder à ses pieds. On s’aperçoit alors que certains tracés auraient pu être facilement discernés dans la campagne, surtout l'hiver. C’est d’ailleurs le meilleur moyen de choisir des moments propices aux survols. Il n’y a pas de formules magiques pour les prévoir : le bon sens, l’observation et la fréquentation du monde agricole suffisent largement.

## Site Web
Dans le site web du ministère de la Culture qu’il a réalisé avec Jean-Claude Blanchet, il a voulu montrer d’une façon aussi claire que possible que l’archéologie aérienne a ses principes, ses moyens, ses possibilités et ses objectifs.
Les méthodes et techniques y sont exposées avec le plus de simplicité possible, en se référant aux résultats obtenus, essentiellement dans la France du nord.
Voir, c’est apprendre à voir. Ce site web est d’abord un recueil d’images de la mémoire du passé. Il faut s'entraîner à décrypter ces « hiéroglyphes » de la terre, au premier abord déroutants et énigmatiques. Les vestiges n’apparaissent qu’à l’observateur vigilant qui sait discerner certains tracés inattendus, généralement en discordance avec le paysage actuel si familier. Des notions de base sont apportées pour apprendre à interpréter et dater ces structures archéologiques à partir de résultats obtenus par les fouilles de contrôle, comme des données issues des recherches dans la bibliographie et les archives. Des mises en garde sont faites contre les illusoires et simplistes « clefs d’interprétation ».
L’archéologie aérienne n’est pas une nouvelle science, mais un nouveau regard sur le passé. Elle consiste à rechercher du ciel les traces du passé et surtout à fixer par des images photographiques les anomalies révélatrices, souvent fugitives, pour les étudier attentivement, les archiver et comparer les images obtenues au fil des saisons. La vision aérienne donne le recul nécessaire à la bonne compréhension du paysage et des phénomènes révélateurs, parfois difficilement perceptibles au sol, et parfois même pas du tout. 
Le site web du ministère de la Culture doit nécessairement être consulté dans ses différentes rubriques dont voici les quatre principales : 
- La discipline et ses enjeux, où sont évoqués l’historique de ses recherches en France et à l’étranger, l’inventaire de la carte archéologique, la protection du patrimoine et un portrait de Roger Agache réalisé par Jean-Claude Blanchet.
- Les indices révélateurs et leur extraordinaire polymorphisme, en avion comme au sol, sont exposés avec une abondante illustration. Des exemples sont donnés, des sources de confusions et d’erreurs parfois cocasses.
- La prospection elle-même : techniques et méthodes. Comment préparer une mission aérienne, comment s’y prendre, quelles sont les techniques de prises de vues, etc.
- Les découvertes et les résultats. C’est la rubrique la plus importante car les résultats sont considérables, d’autant plus qu’ils sont confrontés avec les données des fouilles récentes, surtout en Picardie où des chantiers sont menés à bien pour la période du Néolithique au Moyen Âge. L’archéologie aérienne ne fournit que des indices et le dernier mot revient toujours aux fouilles, même quand il s'agit de tracés se rapportant à l'époque moderne (voyez quelques exemples pour les deux dernières guerres).

Les recherches d’avion et les grandes fouilles scientifiques qui suivirent ont complètement renouvelé et bouleversé nos connaissances, notamment en ce qui concerne les grandes fermes isolées de la noblesse gauloise et les sanctuaires de cette période. Pour l’époque romaine, on a maintenant une image fascinante de toute l’implantation rurale qui, en Picardie, était totalement inconnue : camps romains, temples, théâtres, thermes et des centaines de villas aux plans stéréotypés, rigoureusement géométriques. Bref, une campagne profondément romanisée et bien mise en valeur. On comprend que Christian Goudineau, professeur au Collège de France, ait pu parler ici de « l’apport ahurissant » de l’archéologie aérienne.
Enfin, ce site est complété par un jeu interactif dans lequel l’internaute teste ses « qualités de prospecteur ». Cette séquence ludo-éducative, entièrement conçue avec la technologie flash, s’adresse  tout particulièrement aux jeunes, leur offrant la possibilité d’approfondir leurs connaissances.
Longtemps considérée avec suspicion, l'archéologie aérienne est aujourd’hui devenue une opération prioritaire pour la gestion du patrimoine enfoui. La France est prospectée d’avion avec de très grands succès par une cinquantaine de spécialistes, grâce aux efforts considérables mis en place par le ministère de la Culture et des collectivités territoriales. En outre, dans ce site web du ministère de la Culture (mission de la recherche et de la technologie), la législation de l’archéologie est rappelée, ainsi que les adresses de toutes les directions régionales des Affaires culturelles où les autorisations doivent être obligatoirement demandées. Enfin, on trouvera dans ce site web une bibliographie détaillée des publications de Roger Agache dont on ne donne ici que les principaux titres.